# Acantholimon bromifolium
Acantholimon bromifolium är en triftväxtart som beskrevs av Pierre Edmond Boissier och Aleksandr Andrejevitj Bunge. Acantholimon bromifolium ingår i släktet Acantholimon och familjen triftväxter.

## Underarter
Arten delas in i följande underarter:
- A. b. approximatum
- A. b. ilamicum
- A. b. iranicum
- A. b. lolioides
- A. b. platiphyllum